# Hastamea argentidorsella
Hastamea argentidorsella är en fjärilsart som beskrevs av August Busck 1911. Hastamea argentidorsella ingår i släktet Hastamea och familjen plattmalar. Inga underarter finns listade i Catalogue of Life.